# Dichoteleas ambositrae
Dichoteleas ambositrae är en stekelart som först beskrevs av Jean Risbec 1956.  Dichoteleas ambositrae ingår i släktet Dichoteleas och familjen Scelionidae. Inga underarter finns listade i Catalogue of Life.